# Messier 89
Messier 89 sau M89 este o galaxie eliptică.